# Český svět (skanzen)

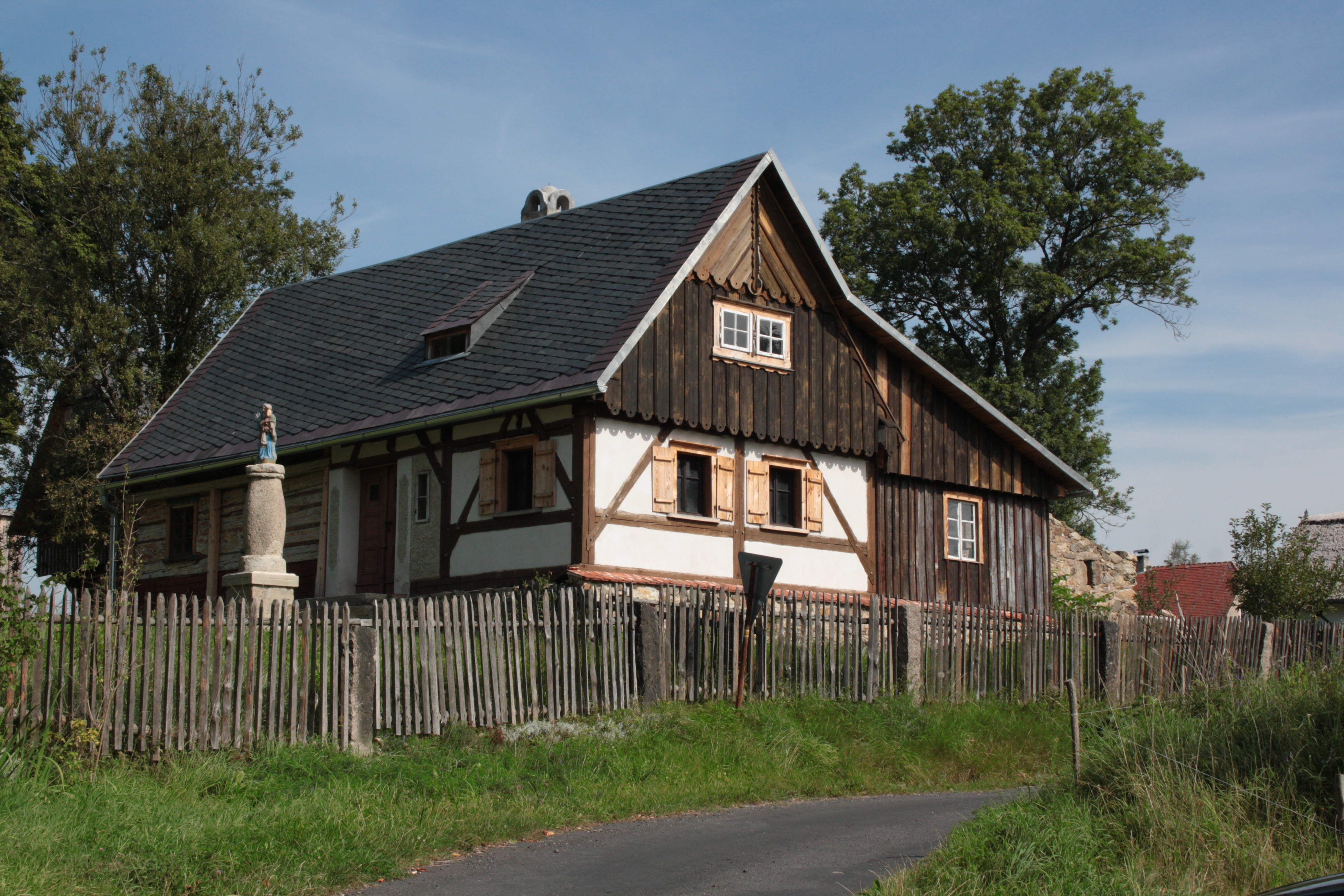
Tkalcovský dům původem z Chrastavy spolu se sochou svatého Josefa

Český svět je skanzen, který vznikl v Dolní Řasnici ve Frýdlantském výběžku na severu Libereckého kraje. Iniciátorem jeho vzniku a donátorem byl Milan Maršálek, který posléze kolem sebe shromáždil v občanském sdružení Český svět příznivce, jež mu s provozem areálu pomáhají. Počátkem existence celého projektu se stala péče o kovárnu Andrease Stelziga, o níž pan Maršálek dobrovolně pečoval, a když se rozhodovalo o její demolici, sám objekt na vlastní náklady koupil, čímž zabránil jeho zboření.
Součástí skanzenu se vedle kovárny stala kaplička a také výměnek, jenž je podstávkovou stavbou Hornolužického typu. Její stáří je odhadováno na 300 let a původně stála v Předláncích. Dalším objektem je tkalcovský dům přenesený sem z Chrastavy, do něhož Milan Maršálek koupil dva historické tkalcovské stavy. Do expozice se řadí i šprýchar starý dvě stě let, jenž pochází z Dolní Olešnice, a ze Železnobrodska se sem přestěhovala socha svatého Josefa vytvořená v 17. nebo 18. století. Je usazena na sloupu ze žuly, jenž je jediným pozůstatkem gallasovského statku z Poustky. Po jejím osazení sochu vysvětil Marcin Saj, farář z farnosti v Novém Městě pod Smrkem.
V plánu mělo sdružení též obnovu historického kroje z Frýdlantska. O něm se Milan Michálek domnívá, že měl českou i německou variantu.

## Ocenění
Za přenesení výměnku z Předlánců a jeho opravu obdržel skanzen mezinárodní ocenění od žitavské společnosti Umgebindeland.